# Reinhard Schwarzenberger
Reinhard Schwarzenberger, avstrijski smučarski skakalec, * 7. januar 1977, Saalfelden, Avstrija.
V sezoni 1995/96 je bil v skupnem seštevku Novoletne turneje na 3. mestu, potem, ko je dobil tekmo v  Garmisch - Partenkirchnu, sezono prej pa je na debiju v svetovnem pokalu dobil tekmo v  Oberstdorfu.    
Na olimpijskih igrah v Naganu leta 1998 je bi z avstrijsko ekipo bronast, pravtako pa je bil bronast z ekipo na svetovnem prvenstvu v  Ramsauu leta 1999. 

## Dosežki

### Zmage
| Sezona  | Država/Prizorišče        |
| ------- | ------------------------ |
| 1994/95 | Oberstdorf               |
| 1995/96 | Garmisch - Partenkirchen |